# Aesthetics of Hate
"Aesthetics of Hate" je drugi singl američkog thrash metal sastava Machine Head s njihovog šestog studijskog albuma The Blackening, objavljen 27. ožujka 2007.

## O pjesmi
Pjesmu je napisao Robb Flynn kao odgovor na članak "Aesthetics of Hate: R.I.P. Dimebag Abbott, & Good Riddance" Williama Grima objavljenog na konzervativnoj web stranici Iconoclast. U članku Grim pohvaljuje ubojstvo bivšeg gitarista Pantere Dimebaga Darrella kojeg je počinio Nathan Gale 8. prosinca 2004., te osim njega, vrijeđa i obožavatelje heavy metal glazbe.
Flynn je izjavio da je bio jako bijesan kad je pročitao članak, te se Grimu "osvećuje" pjesmom i poručuje kako Dimebag i ostali metal glazbenici ujedinjuju ljude kroz svoju glazbu.
Pjesma je bila nominirana za najbolju metal izvedbu na 50. dodjeli nagrada Grammy, no nagradu je dobila pjesma "Final Six" sastava Slayer.

## Produkcija
- Robb Flynn : vokal, gitara
- Phil Demmel : gitara
- Adam Duce : bas, prateći vokal
- Dave McClain : bubnjevi